# Jean-Gaspard de La Rosée
Jean-Gaspard (Johann Kaspar) comte Basselet de La Rosée (né le 30 avril 1710 à Arlon, duché de Luxembourg ; † 12 avril 1795 à Munich) était un général bavarois.

## Biographie
Il était marié avec une fille du marchand Johann Baptista Ruffini, nièce du Chancelier d'État bavarois Franz Xaver Josef von Unertl (en). Son fils était le camérier, conseiller privé et président de la cour d'appel supérieure du prince électeur bavarois Aloys comte Basselet de La Rosée.